# موسیقی هوی متال (آلبوم)
موسیقی هوی متال عنوان نخستین آلبوم گروه موسیقی آمریکایی نیوستد است که در سال ۲۰۱۳ پخش شد.

## درباره آلبوم
این آلبوم پس از پیوستن مایک ماشوک، عضو گروه استیند پخش شد که مدتی پس از انتشار آلبوم چندآهنگه متال، به عنوان گیتارنواز عضویت گروه درآمده بود. نسخهٔ استاندارد آلبوم دارای یازده آهنگ است که دو آهنگ آن پیش‌تر به صورت اولیه در آلبوم چندآهنگه متال پخش شده بود.جیسون نیوستد، خواننده و باسسیت گروه ابتدا در نظر داشت که قطعات منتشرنشده را در قالب سه آلبوم چندآهنگه پخش کند، اما پس از پخش  متال در آیتیونز و بازخوردهای مثبتی که از سوی طرفداران دریافت کرد، با ناشر خود صحبت کرد تا کارهای منتشرنشده را در قالب یک آلبوم استودیویی پخش کند.
عنوان آلبوم، فهرست آهنگ‌ها، طرح روی جلد و زمان پخش آلبوم، توسط جیسون نیوستد در صفحه فیسبوک او در چهارم ژوئن ۲۰۱۳ اعلام شد. در تاریخی مشابه، نخستین آهنگ این آلبوم نیز توسط کانال یوتیوب جیسون نیوستد برای عموم در دسترس قرار گرفت. بخش‌هایی از برخی ترانه‌های آلبوم، در دوره‌ای که جیسون با گروه‌ها و پروژه‌های دیگر مشغول بود نوشته شد، از جمله آهنگ‌های چهارم و هشتم که او برای دو آلبوم لود و ری‌لود متالیکا نوشته بود. آهنگ هفتم هم برای پروژهٔ راک استارسوپرنوا نوشته شده بود. دومین آهنگ آلبوم با تاثیرپذیری از سرنوشت پت تیلمن ساخته شده، کسی که در ابتدا در لیگ ملی فوتبال (آمریکا) به عنوان یک فوتبالیست حرفه‌ای (فوتبال آمریکایی) بازی می‌کرد، اما پس از حملات یازده سپتامبر ۲۰۰۱ به افغانستان رفت و در آنجا به اشتباه توسط نیروهای خودی کشته شد.
ضبط آلبوم در استودیویی با نام چوپ‌هاوس در والنات کریک، کالیفرنیا انجام شد. تمام مراحل تولید آلبوم توسط جیسون نیوستد انجام گرفت. آلبوم در هفته نخست فروشی هشت هزار نسخه‌ای داشت و تا جایگاه چهل بیلبورد ۲۰۰ نیز بالا آمد.